# Ментор (Минесота)
Ментор (енгл. Mentor) град је у америчкој савезној држави Минесота.

## Демографија
По попису из 2010. године број становника је 153, што је 3 (2,0%) становника више него 2000. године.
| Група             | 2000.        | 2010.       |
| Белци             | 150 (100,0%) | 148 (96,7%) |
| Афроамериканци    | 0 (0,0%)     | 0 (0,0%)    |
| Азијати           | 0 (0,0%)     | 0 (0,0%)    |
| Хиспаноамериканци | 0 (0,0%)     | 3 (2,0%)    |
| Укупно            | 150          | 153         |